# Particule Oh-My-God
La particule Oh-My-God (« Oh mon Dieu ») est un rayon cosmique d'ultra-haute énergie détecté le 15 octobre 1991 à 13 h 34 min 16 s dans le détecteur de rayons cosmiques HiRes (en) situé au Dugway Proving Ground dans l'Utah aux États-Unis,,, Il s’agit, encore en 2023, du rayon cosmique le plus énergétique jamais observé : sa vitesse estimée à 0,999 999 999 999 999 999 999 995 1 fois la vitesse de la lumière est la plus importante jamais détectée pour une particule de masse non nulle.

## Vitesse
Le type de particule à l'origine de ce rayon n'est pas identifié, mais la plupart des rayons cosmiques proviennent de protons. Si {\displaystyle m_{p}} est la masse au repos de la particule et {\displaystyle E_{K}} est son énergie cinétique (énergie au-dessus de l'énergie de masse au repos ), alors sa vitesse est de {\displaystyle {\sqrt {1-(m_{p}c^{2}/(E_{K}+m_{p}c^{2}))^{2}}}} fois la vitesse de la lumière. En supposant qu'il s'agisse d'un proton, pour lequel {\displaystyle m_{p}c^{2}} est de 938 MeV, cela signifie qu'il se déplace à 0,999 999 999 999 999 999 999 995 1 fois la vitesse de la lumière, son facteur de Lorentz est de 3,2 × 1011 et sa rapidité est de 27,1. À cette vitesse, si un photon voyageait aux côtés de la particule, il lui faudrait plus de 215 000 ans pour que le photon prenne 1 cm d'avance, vu depuis le référentiel terrestre. En raison de la relativité restreinte, la dilatation du temps relativiste subie par un proton se déplaçant à cette vitesse serait extrême. Si le proton provenait d'une distance de 1,5 milliard d'années-lumière, cela prendrait environ 1,71 jour dans le référentiel du proton pour parcourir cette distance.

### Comparaison
L'énergie portée par la particule OMG était de 50 J, soit plusieurs dizaines de millions de fois plus d'énergie que les particules subatomiques accélérées dans le Grand collisionneur de hadrons. Une particule à 2 × 1020 eV, soit 32 J, est détectée le 3 décembre 1993, une autre porteuse de 23 J le 13 janvier 2007, mais le record de la particule OMG n'est pas encore battu, bien que, statistiquement, il soit possible que certains rayons cosmiques à très haute énergie arrivant sur Terre dépassent l'énergie de la particule OMG.

## Source
Plusieurs explications, mais aucune qui soit démontrée, sont avancées pour expliquer l'existence de la particule Oh-My-God ainsi que celle des rayons cosmiques dépassant 1 × 1020 eV. Parmi les sources possibles, on trouverait les trous noirs dont ceux présents au centre des galaxies, les collisions de galaxies et l'onde de choc qu'elles génèrent ou encore les magnetars. Ces sources agiraient comme des accélérateurs de particules.
Une autre possibilité est que la particule n'a pas été accélérée mais émise. Le mécanisme d'émission possible serait alors, par exemple, l'effondrement d'un défaut topologique comme une corde cosmique ou encore d'un champ de la physique dont on ignore encore le fonctionnement avec la désintégration d'une particule hypothétique supermassive, le wimpzilla (it).

## Événements similaires
Depuis la première observation, des centaines d'événements similaires (ayant une énergie estimée supérieure à 5,7 × 1019 eV) ont été enregistrés, confirmant le phénomène,. Ces particules de rayons cosmiques à ultra-haute énergie sont rarissimes ; l'énergie de la plupart des particules de rayons cosmiques est comprise entre 10⁷  eV et 10¹⁰  eV.
Des études plus récentes utilisant le Telescope Array Project (en) ont possiblement identifié une source de particules dans un rayon de 20 degrés de rayon en provenance de la constellation de la Grande Ourse,,.
La particule Amaterasu, du nom de la déesse du soleil dans la mythologie japonaise, a été détectée en 2021 puis identifiée en 2023, à l'aide de l'observatoire Telescope Array. Son énergie dépasse 240 exa-électronvolts. Cette particule semble avoir émergé du vide local, une zone vide de l'espace bordant la galaxie de la Voie lactée. Le rayon contient une quantité d’énergie comparable à celle de laisser tomber une brique du haut de la taille d'un homme. Aucun objet astronomique qui pourrait correspondre à la source et situé dans la direction d’où est arrivé le rayon cosmique n’a été identifié.